# Homophobie

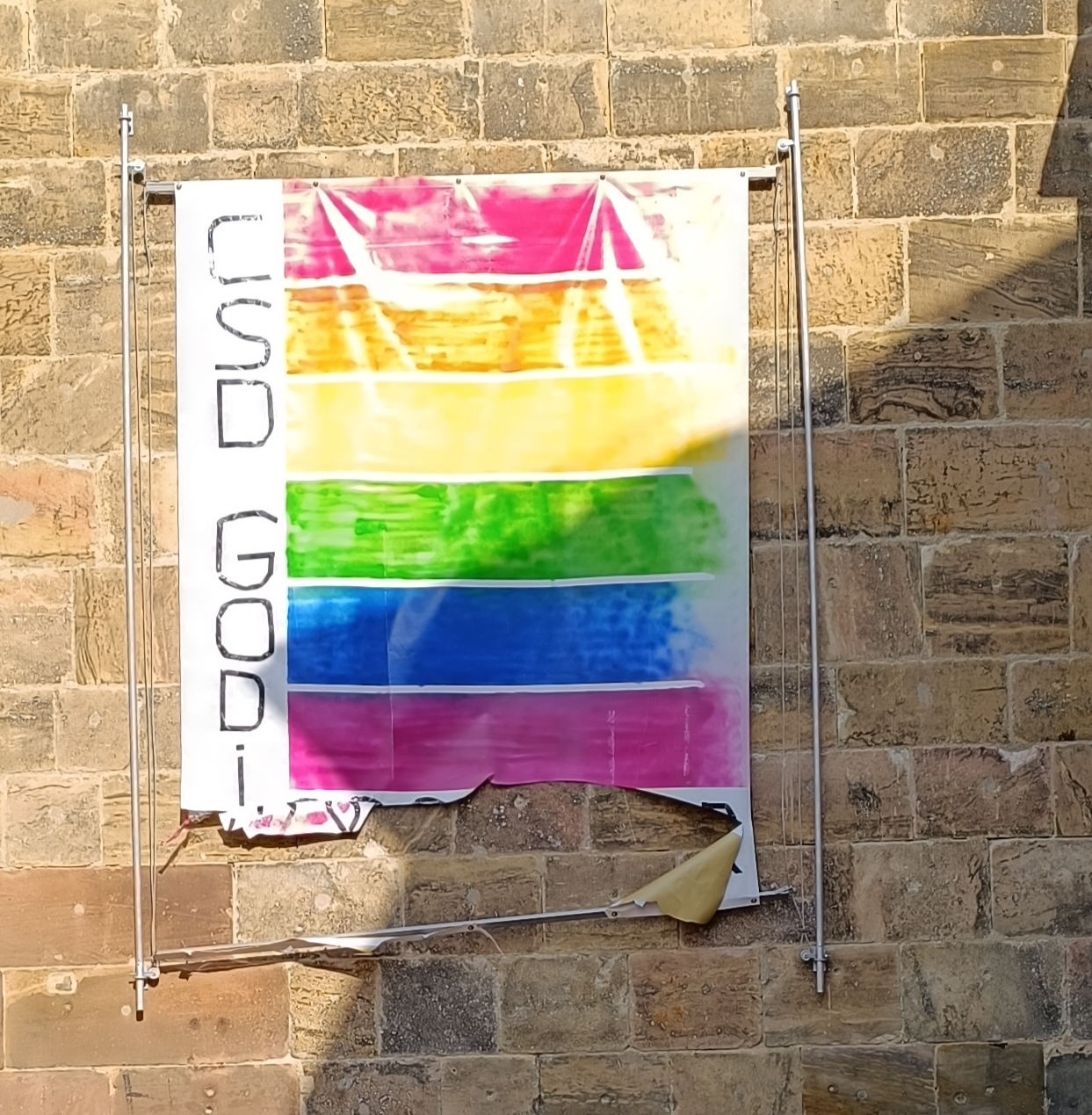
Demoliertes Werbeplakat für den CSD Friedberg (Hessen) 2025

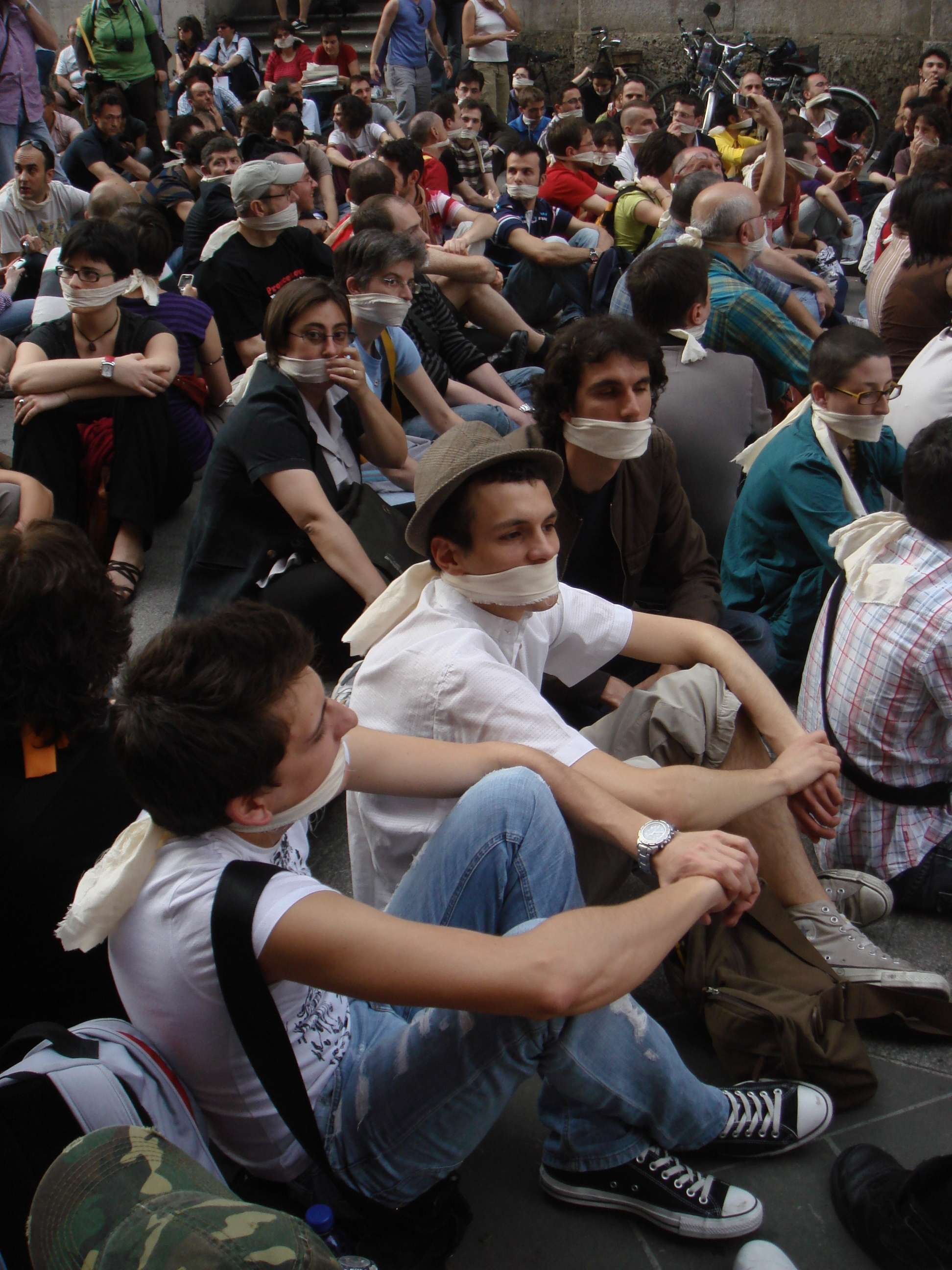
Sit-in gegen Homophobie (Mailand, 2009)

Homophobie (von altgriechisch homós „gleich“, und, über „Phobie“, von phóbos „Furcht, Schrecken, Flucht“) bezeichnet eine gegen lesbische und schwule Personen gerichtete soziale Aversion (Abneigung) oder Aggressivität (Feindseligkeit). Homophobie wird in den Sozialwissenschaften zusammen mit Erscheinungen wie Rassismus, Fremdenfeindlichkeit oder Sexismus unter die Begriffe Queerfeindlichkeit und noch weiter unter gruppenbezogene Menschenfeindlichkeit gefasst und ist demnach nicht krankhaft abnorm bedingt. Als Lesbophobie wird ein sich mit Homophobie überschneidendes, sexistisches Verhalten gegenüber lesbischen Frauen bezeichnet, eine doppelte Diskriminierung der davon betroffenen Frauen.
Homophobes Verhalten und andere diskriminierende Handlungen stehen teilweise in einem engen Zusammenhang zur Transphobie (Transfeindlichkeit), insbesondere wenn Menschen die vermeintliche Homosexualität einer Person an deren Abweichung von als geschlechtstypisch geltenden Verhaltens- und Ausdrucksweisen zu erkennen glauben.
Der Begriff Homofeindlichkeit wird oft synonym zu Homophobie verwendet. Gelegentlich wird allerdings argumentiert, dass Homofeindlichkeit der geeignetere Begriff sei, da „Phobie“ eine tatsächliche oder vermeintliche Angst unterstelle und den Hass, mit dem sich Homosexuelle teilweise konfrontiert sehen, verharmlose.

## Definition
Der Begriff der Homophobie weist auf Angst als Ursache des ablehnenden Verhaltens hin (siehe unten zu Ursachen von Homophobie). Angst ist ein anerkanntes Erklärungsmodell für das aggressive-ablehnende Verhalten nicht nur Jugendlicher, sondern auch Erwachsener gegenüber Homosexuellen, und zwar nicht Angst vor diesen Personen, sondern eine tiefsitzende, oft unbewusste Angst vor den eigenen unterdrückten Persönlichkeitsanteilen. Es handelt sich dabei jedoch nicht um eine Angststörung im klinisch-psychologischen Sinne.
Homophobie bezeichnet einerseits eine irrationale Angst vor den eigenen, nicht in das Selbstbild passenden und deshalb abgewehrten und ins Unbewusste verdrängten weiblichen oder männlichen Persönlichkeitsanteilen und andererseits die daraus resultierenden Gefühle wie Ekel, Verachtung und Hass und drittens die durch homophobe Personen in die Gesellschaft getragenen Vorurteile, Verfolgungstendenzen und Gewaltpotenziale. Aus tiefenpsychologischer Sicht handelt es sich bei Homophobie – wie bei Sexismus, Rassismus oder Judenfeindlichkeit (Antisemitismus) – um eine meist unbewusste Angst, die eigene Identität in Frage zu stellen. Homophobe Menschen beschäftigen sich häufig exzessiv mit Homosexualität und wollen sie bekämpfen.
Die verschiedenen Formen homophober Gewalt (seitens Gesellschaft, Gruppierungen oder Individuen oder anderen) müssen als gestörte Verhaltensweisen bezeichnet werden, die ihrerseits Lesben und Schwule in ihrer Entfaltung teilweise massiv beeinträchtigen und unter denen sich sekundär psychische Störungen entwickeln können.

## Abgrenzung gegenüber anderen Begriffen
Von der Homophobie unterscheiden sich folgende Begriffe:
- Heterosexismus beschreibt die oft subtile gesellschaftliche Neigung und das ideologische System, jede Form von Identität, Verhalten, Beziehung oder Gemeinschaft, die nicht eindeutig der auf Heterosexualität basierenden sozialen Norm entspricht, zu verleugnen, verunglimpfen und stigmatisieren.[7] Er ist zu verstehen als eine auf Heteronormativität gründende und nicht hinterfragte gesellschaftliche Setzung heterosexueller Lebensentwürfe und -weisen als „sexuelle Normalität“, die etwa schwule und lesbische Orientierungen als Randerscheinung oder „weniger natürliches“ Phänomen, als bloße „sexuelle Vorliebe“ abhandelt.[4] Der Begriff Heterosexismus verweist eher auf Arroganz oder Chauvinismus als Ursache des ablehnenden Verhaltens. Heterosexismus richtet sich gegen homosexuelle, bisexuelle, transgeschlechtliche, aber auch androgyne Menschen.
- Biphobie bezeichnet das Unverständnis und die Abneigung gegen Bisexuelle von beiden Polen der sexuellen Orientierung oder Identität. Teilweise wird aber auch die Vereinnahmung durch beide Seiten von Bisexuellen als Biphobie empfunden.[8] Neuere Studien zeigen, dass mit Biphobie zusätzliche Diskriminierungsmerkmale verbunden sind, die sich nicht unter Homophobie zusammenfassen lassen. So werden bisexuelle Personen von schwuler oder lesbischer Seite diskriminiert oder unterliegen entsprechenden negativen, aber auch positiven Vorurteilen.[9]
- Transphobie beschreibt die Aversion und dadurch entstehende Diskriminierung von Transpersonen, basierend auf ihrer Geschlechtsidentität (die nicht übereinstimmt mit dem bei Geburt zugewiesenen Geschlecht).[10] Weil bei einem Geschlechts(rollen)wechsel eine gleichbleibende sexuelle Orientierung von der gleich- zur gegengeschlechtlichen wechselt (oder umgekehrt), werden Transpersonen ausgegrenzt.
- Misogynie bezeichnet die Aversion gegen Frauen allgemein oder bestimmte Ausprägungen von Weiblichkeit – häufig solche, die nicht unter die „aktuellen kulturellen Akzeptanzkategorien“ der sozialen Rolle von Weiblichkeit fallen. Misogynie wird als Sexismus verstanden.
- Misandrie bezeichnet die Aversion gegen Männer und Männlichkeit, auch ein Sexismus.

## Etymologie

### Latein/Griechisch – Männer
Das Wort „Homophobie“ wurde in den 1920er Jahren für kurze Zeit in der gemischten lateinisch-griechischen Zusammensetzung als „Angst vor dem Mann“ (lateinisch homo ‚Mann, Mensch‘; altgriechisch φόβος phóbos, deutsch ‚Angst‘) verwendet. Der Soziologe und Männerforscher Michael Kimmel verwendete es in dieser Zusammensetzung 1997 und meinte damit die aktuelle ultimative Angst eines Mannes vor anderen Männern, dass sie ihn als zu wenig maskulin bloßstellen würden.

### Griechisch – Homosexuelle
Meistens wird das Wort als Zusammensetzung aus den griechischen Wörtern altgriechisch ὁμός homós, deutsch ‚gleich‘ und Phobie „Furcht“ verwendet. Nach den Erinnerungen des US-amerikanischen Psychotherapeuten George Weinberg dachte er im September 1965 bei der Vorbereitung eines Vortrages auf einer Veranstaltung der East Coast Homophile Organizations (ECHO) über die Tatsache nach, dass viele heterosexuelle Psychoanalytiker, wenn sie außerhalb des klinischen Umfeldes mit Homosexuellen zusammen sind, starke persönliche negative Reaktionen zeigen, und es kam ihm die Idee, dass man dies als Phobie beschreiben könne.

„Ich prägte das Wort ‚homophobia‘, um auszudrücken, dass es eine Furcht vor Homosexuellen war … Es war eine Furcht vor Homosexuellen, die mit einer Furcht vor Verseuchung verbunden zu sein schien, einer Furcht davor, die Dinge, für die man kämpfte – Heim und Familie – abzuwerten. Es war eine religiöse Furcht und es hatte zu großer Unmenschlichkeit geführt, wie es die Furcht immer macht.“

Nach eigenen Aussagen begann er das Wort etwa ab 1966 oder 1967, nach Jack Nichols’ Aussagen ab 1967, zu verwenden.
Gedruckt erschien das Wort homophobia erstmals im Screw magazine, einer nicht sonderlich anspruchsvollen Zeitschrift („screw“ kann mit „nageln“ im sexuellen Sinn übersetzt werden), die ein überwiegend heterosexuelles, männliches Publikum ansprach. Dort hatten die Aktivisten und Freunde Weinbergs, Jack Nichols und Lige Clarke, eine wöchentliche Kolumne, die schwule Themen ansprach. Am 23. Mai 1969 bekam die Kolumne vom Herausgeber Al Goldstein die Überschrift He-Man Horse Shit, als sie die übertriebene Meidung heterosexueller Männer von Dingen, die für tuntig gehalten werden könnten, beschrieb. Ein übertriebenes Machoverhalten sei somit das Ergebnis der Ängste heterosexueller Männer, für homosexuell gehalten zu werden. Durch diese Angst würden die männlichen Erfahrungen eingeschränkt, weil dadurch Dinge wie Poesie, Kunst, Bewegung und Berührung als verweiblicht tabuisiert würden.
Am 31. Oktober 1969 erschien es zum ersten Mal gedruckt in einer weit verbreiteten Publikation, dem Time Magazine. Weinberg selber verwendete das Wort erstmals am 18. Juli 1971 in einer schriftlichen Veröffentlichung, einem Essay mit dem Titel Words for the New Culture in Nichols’ Wochenzeitung Gay. Dort wurde es als „die Scheu davor, räumlich eng mit Homosexuellen zusammen zu sein – und im Falle von Homosexuellen selber, ein Selbsthass“ definiert. Er beschrieb auch die Folgen dieser Phobie, die im engen Zusammenhang mit den männlichen Normen der Gesellschaft zu sehen waren, und betrachtete sie als eine Form von Vorurteil einer Gruppe gegenüber einer anderen. Eine nachhaltige Verankerung im englischen Sprachgebrauch bekam das Wort jedoch erst durch Weinbergs Buch Society and the Healthy Homosexual im Jahre 1972. In einem Interview im Jahre 2002 definierte Weinberg Homophobie folgendermaßen:

„Homophobie ist genau das: eine Phobie. Eine morbide und irrationale Scheu, die irrationale Flucht hervorruft oder den Drang, den Stimulus der Phobie und alles daran Erinnernde zu zerstören“

Andere Psychologen wie zum Beispiel David Andrew Fogel Haaga bestreiten, dass Homophobie eine wahre Phobie sei, und betonen, dass eine wahre Phobie durch Angst, Homophobie durch Wut oder Hass geprägt sei. Haaga nennt vier Unterscheidungsmerkmale zwischen Homophobie und klassischen Phobien: Der Phobiker erkenne seine Ängste als übertrieben, während der Homophobe seine Wut als gerechtfertigt betrachte; das Ergebnis einer Phobie sei Vermeidung, während das Ergebnis der Homophobie Aggression sei; der Begriff Homophobie werde in einem politischen Zusammenhang verwendet, während allgemeine Phobien selten bis nie in einem politischen Zusammenhang auftauchten; diejenigen, die von klassischen Phobien betroffen seien, hätten einen Leidensdruck, der den Wunsch nach Veränderung wecke, während homophobe Menschen Leidensdruck in anderen erzeugten und der Wunsch nach Veränderung somit extern geweckt werde.
Aus dem etymologischen Grund, dass Homophobie eine Phobie oder irrationale Angst bezeichnet, ist NARTH – eine Organisation, die sich für die Möglichkeit einer Therapie der Homosexualität einsetzt – der Meinung, dass die prinzipielle Ablehnung homosexuellen Verhaltens aus moralischen, psychologischen oder medizinischen Gründen noch nicht als Homophobie bezeichnet werden könne. A. Dean Byrd – Vorsitzender des Wissenschaftlichen Beirats und designierter Präsident – meint, dass eine Phobie eine ernste Geisteskrankheit sei und Homophobie kein wissenschaftlicher Ausdruck, sondern nur ein soziales Konstrukt sei. Dieselbe Organisation veröffentlicht zum Beispiel auf ihrer Webseite mehrfach Fakten einer Studie einer Klinik für Geschlechtskrankheiten (von Maria Xiridou), von der monogam Lebende ausgeschlossen waren und die schon in entstellter Weise über christliche Nachrichtenagenturen verbreitet wurde, um „sachliche Kritik“ an einem undifferenziert und allgemeingültig formulierten „homosexuellen Lebensstil“ zu üben.
Die Psychologin Melanie Steffens lehnt den Begriff Homophobie ab, da er verschleiere, dass es sich nicht um eine individuelle Phobie, sondern um eine gesellschaftlich erlernte Einstellung handele.
Im Zuge der zweiten Welle der Lesben- und Schwulenbewegung wurde der Begriff ab Anfang der 1970er Jahre auch im deutschen Sprachraum verwendet.

### Synonyme
1967 veröffentlichte Wainwright Churchill sein Buch Homosexual Behavior Among Males, wo er das Wort homoerotophobia (deutsch „Homoerotophobie“), zusammengesetzt aus den griechischen Wörtern homós „gleich“, éros „Liebe“ und phóbos „Furcht“, in sehr ähnlichem Zusammenhang benutzte.
Weitere seltenere Synonyme sind dread of homosexuality („Scheu/Furcht von Homosexualität“, Hoffman, 1968), anti-homosexualism („Anti-Homosexualismus“, Hacker, 1971), homosexphobia, („Homosexphobie“, Levitt & Klassen, 1974), homonegativism („Homonegativismus“, Hudson und Ricketts, 1980) und homosexism („Homosexismus“, Hansen, 1982).
Die sich in Bürgerrechtsbewegungen organisierenden Lesben und Schwulen haben den Begriff Homophobie bald durch den Begriff Heterosexismus ergänzt, um damit – in Parallele zu Begriffen wie Rassismus und Sexismus – auf eine ausgrenzende soziale und kulturelle Ideologie und auf die institutionelle Unterdrückung nicht-heterosexueller Menschen hinzuweisen (siehe auch unten: Abgrenzung gegenüber anderen Begriffen). Im deutschen Sprachraum fasste der Begriff vergleichsweise spät in den 1980er Jahren Fuß. Oft wird Heterosexismus synonym zu Homophobie verwendet.
Ein Synonym ist Antihomosexualität (anti- von griech. ἀντί „gegen, wider“). Hauptsächlich wird es als Adjektiv antihomosexuell verwendet. Die Konnotation ist etwas milder, und es ist Unbedarften leichter verständlich. Die englische Version antihomosexual wird spätestens seit Mitte der 1950er Jahre verwendet. Auf Deutsch scheint es etwa zur selben Zeit wie Homophobie aufgekommen zu sein. Zusätzlich gibt es die spezifischeren Adjektive antischwul und antilesbisch ohne dazu passende Substantive.
Ebenfalls leichter verständlich, aber mit einer schärferen Konnotation sind Homosexualitätsfeindlichkeit und Homosexuellenfeindlichkeit und die dazugehörigen Adjektive. Oft werden die Begriffe als Eindeutschung oder Erklärung von Homophobie verwendet. Zusätzlich gibt es Schwulenfeindlichkeit und Lesbenfeindlichkeit mit passenden Adjektiven.

## Ausprägungen und Häufigkeit von Homophobie

Homosexualität legal
Gleichgeschlechtliche Ehen
Andere Formen gleichgeschlechtlicher Partnerschaften
Anerkennung (im In- oder Ausland geschlossener) gleichgeschlechtlicher Ehen
Bedingte Anerkennung gleichgeschlechtlicher Partnerschaften auf Bundes-, jedoch nicht Landesebene
Keine Anerkennung gleichgeschlechtlicher Partnerschaften
Einschränkung der MeinungsfreiheitHomosexualität illegal
De jure unter Strafe, de facto keine Strafverfolgung
Empfindliche Strafen
(Lebenslängliche) Haft
Todesstrafe

Je nach Ausprägung reicht Homophobie von Vorurteilen über ausgeprägte Abneigung und Befürwortung von Diskriminierung oder staatlichen Repressionen gegen Homosexuelle bis hin zu äußerstem Hass und körperlicher Gewalt gegen Homosexuelle. Es sind auch Fälle bekannt, in denen Homosexuelle nur wegen ihrer sexuellen Orientierung ermordet oder schwer verletzt wurden (z. B. Matthew Shepard). In einigen Staaten ist die Tötung von Homosexuellen sogar staatlich organisiert: In fünf islamischen Ländern werden homosexuelle Handlungen unter Männern mit dem Tode bestraft. Die Strafbarkeit wird aus der Scharia abgeleitet, die jedoch für solche Handlungen kein konkretes Strafmaß vorsieht.
Auch in Deutschland (§ 175 StGB) trugen Heterosexismus und Homophobie lange zur Homosexuellenverfolgung bei. Heute sind homosexuelle Handlungen in allen westlichen Industrieländern (u. a. in ganz Europa, den USA und Kanada) straffrei; siehe den Artikel Gesetze zur Homosexualität.
Der Soziologe Michael Bochow vom Wissenschaftszentrum Berlin für Sozialforschung schreibt zu einer Studie aus dem Jahre 1991:

„In einer vom Bundesministerium für Forschung und Technologie finanzierten Repräsentativbefragung stimmten 1991 42 Prozent der Westdeutschen und 36 Prozent der Ostdeutschen der vorgegebenen Aussage zu: ‚In der Gegenwart von Homosexuellen kann einem körperlich unwohl werden.‘ Unter Arbeitern und Rentnern stimmte die Hälfte der Befragten zu (Bochow 1993). Wird ein Gesamtbild der Einzelergebnisse der Befragung von 2222 Deutschen versucht, so kann geschlußfolgert werden, daß noch mindestens ein Drittel der deutschen Bevölkerung als stark schwulenfeindlich eingestuft werden muß; ein weiteres Drittel ist ambivalent, d. h. nicht durchgängig antihomosexuell, aber keinesfalls frei von ablehnenden oder klischeehaften Einstellungen. Die Untersuchung liefert allerdings auch eindeutige Hinweise darauf, daß die Schwulenfeindlichkeit der (west-)deutschen Gesellschaft seit den siebziger Jahren abgenommen hat.“

Insgesamt lässt sich unter Erwachsenen in Deutschland im letzten Jahrzehnt feststellen, dass Homophobie in der deutschen Gesellschaft aufgrund der Veränderungen in der Darstellung in Medien und verschiedener Aufklärungskampagnen, der Visualisierung von homosexuellen Politikern und homosexuellen Menschen/Paaren im Alltags- und Berufsleben sowie der geänderten Gesetzeslage und Rechtsprechung (siehe Urteil des Bundesverfassungsgerichts) zur Verfassungsmäßigkeit der Homo-Ehe zurückgegangen ist.
Eine repräsentative Umfrage im Rahmen des jährlichen „Thüringen-Monitors“ der Friedrich-Schiller-Universität Jena brachte 2013 folgende Ergebnisse: Der Aussage, homosexuelle Beziehungen seien unnatürlich, stimmten 29 % der Befragten zu, wobei die Spanne von 14 % bei den 18- bis 24-Jährigen bis 41 % bei den über 60-Jährigen reichte. Männer äußerten sich homophober als Frauen und religiöse Personen homophober als nichtreligiöse.

### Homophobie unter Jugendlichen
Zur Frage, inwieweit Homophobie unter Jugendlichen verbreitet ist, liegen unterschiedliche Studien vor, die zu unterschiedlichen Bewertungen der Tendenz zum Rückgang oder zur Ausbreitung von Homophobie unter Jugendlichen gelangen.
Gesondert zu betrachten ist die Verbreitung von Homophobie unter Jugendlichen, deren Ursachen unterschiedlich begründet werden. Im Jahr 2002 ergab eine repräsentative mündliche Befragung des Marktforschungsinstituts iconkids & youth bei rund 670 12- bis 17-Jährigen:

„61 % der deutschen Jugendlichen haben gegenüber ‚Schwulen‘ und ‚Lesben‘ eine negative Einstellung, finden sie ‚nicht‘ oder ‚überhaupt nicht gut‘. […] Dabei wurden die Jugendlichen mit einer 5stufigen Skala danach befragt, wie gut sie verschiedene Szenen und gesellschaftliche Gruppierungen finden. Die Befragung zeigte auch: Mädchen sind toleranter als Jungen. Während 71 % der Jungs offen ihre negative Einstellung zu ‚Schwulen‘ bekannten, äußerten lediglich 51 % der Mädchen Vorbehalte gegen Homosexuelle.“

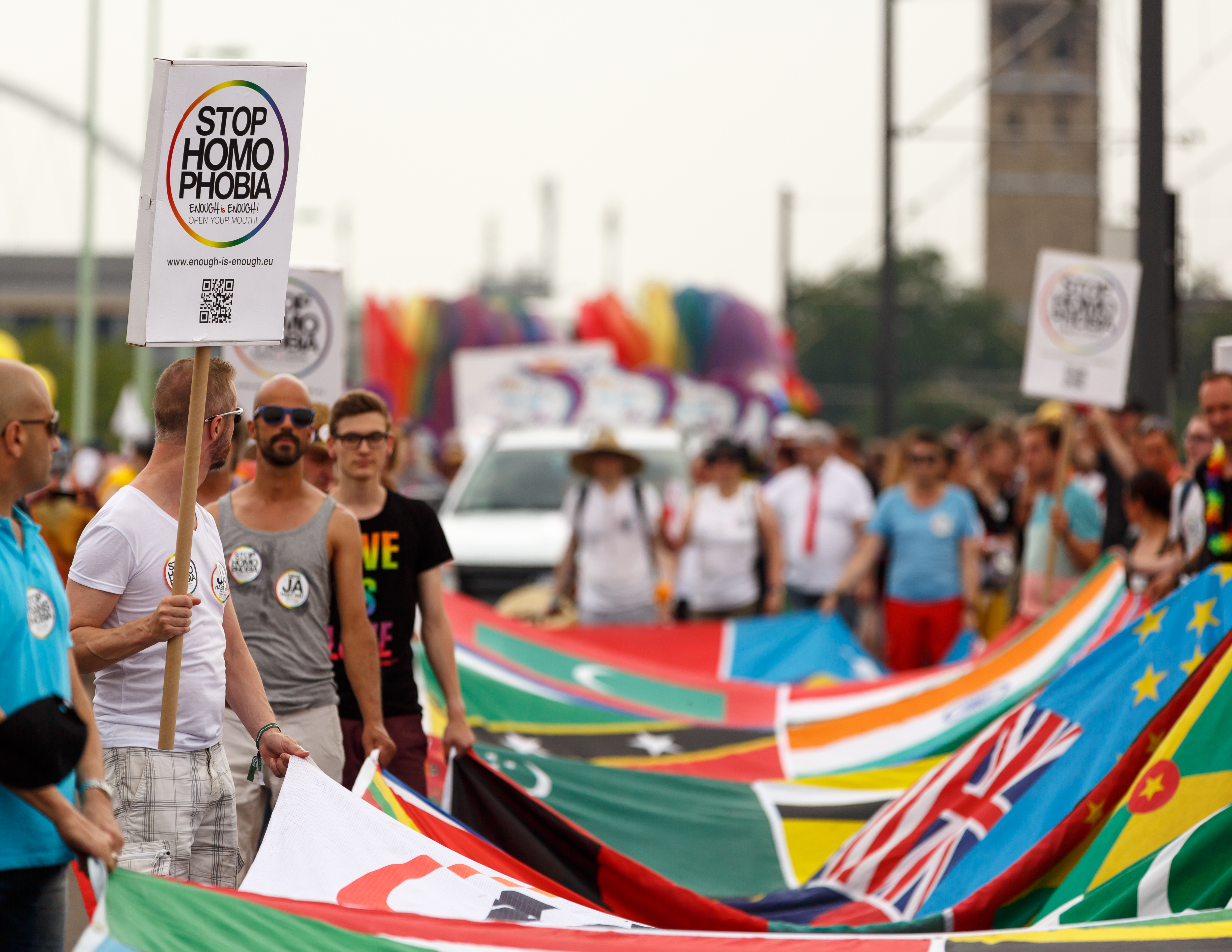
Fußgruppe mit Banner auf einer Demonstration gegen weltweite Homophobie (Köln 2015)

In einer globalen Umfrage mit 3050 Jugendlichen, die im Jahr 2006 im Auftrag des BBC World Service durchgeführt wurde, verneinten 47 % der 15- bis 17-Jährigen die Frage: „Meinst du, Homosexuelle sollten dieselben Rechte haben wie Heterosexuelle?“ (Do you think homosexuals should have the same rights as heterosexuals?). 39 % bejahten diese Frage, 13 % hatten keine Meinung, 1 % wollte nicht antworten. Befragt wurden 15- bis 17-jährige Jugendliche in zehn „Schlüsselstädten“ (New York, Nairobi, Kairo, Lagos, Rio, Bagdad, Delhi, Jakarta, Moskau, London; die Frage zur Homosexualität wurde jedoch in Kairo und in Bagdad nicht gestellt). Die Jugendlichen verschiedener Städte unterschieden sich hinsichtlich der Zustimmung zu einer Gleichberechtigung von homosexuellen Bürgern (z. B. sind 74 % der Jugendlichen in Rio für eine Gleichberechtigung, 67 % in New York, 43 % in Moskau, 36 % in London, 8 % in Nairobi). Sozialwissenschaftler weisen darauf hin, dass Einstellungen zur sexuellen Orientierung in Großstädten liberaler sind als auf dem Land.
In einer Studie des US-amerikanischen Pew Research Center aus dem Jahr 2006 zeigte sich, dass Jugendliche in den Vereinigten Staaten im Vergleich zu ihrer Vorgängergeneration im Umgang mit dem Thema Homosexualität toleranter waren.

### Homophobie unter Gläubigen

#### Islam
Nach Aussage des Islamwissenschaftlers Thomas Bauer ist der Islam mehr als tausend Jahre lang tolerant mit homosexuellen Menschen umgegangen. Bauer betont, dass sich in der arabisch-islamischen Kulturgeschichte zwischen 800 und 1800 „keine Spur von Homophobie“ feststellen lasse. Aus der islamischen Literatur sind zahlreiche homoerotische Gedichte überliefert. Laut Bauer habe erst im 19. Jahrhundert der Westen im Zuge der Kolonialisierung den „Kampf gegen den unordentlichen Sex“ im Nahen Osten eingeführt. Vor dem Jahr 1979 sei in tausend Jahren kein Fall im islamischen Nahen Osten und Nordafrika bekannt, in dem ein Mann aufgrund von einvernehmlichem Sex mit einem anderen Mann strafrechtlich angeklagt worden sei.
Die konservative Auffassung des islamischen Rechts betrachtet, weniger auf den Koran als vielmehr auf verschiedene Überlieferungen Hadithe gestützt, homosexuellen Geschlechtsverkehr (liwāṭ, siḥāq) als zu bestrafendes Vergehen, sofern gewisse Voraussetzungen erfüllt sind. Die Frage nach der Art der Bestrafung hat in den islamischen Rechtsschulen (Madhāhib) zu einem Dissens geführt. Die Meinungen reichten von Auspeitschung bis zur Todesstrafe.
In muslimischen Migrantengemeinschaften in Europa wird das Thema Homosexualität selten offen angesprochen und meist als Thema betrachtet, das für die Kultur der Mehrheitsgesellschaft und nicht der Migrantengemeinde relevant ist. Eltern üben Druck auf ihre Kinder aus, heterosexuell zu heiraten. In einer repräsentativen Umfrage der Info GmbH unter Türken in Deutschland im August 2012 äußerten 51 Prozent der Befragten die Überzeugung, dass Homosexualität eine Krankheit sei.
Die taz berichtete anlässlich der Premiere zweier Dokumentarfilme mit homosexuellen bzw. transgeschlechtlichen Muslimen über deren homophobes Umfeld in den islamisch geprägten Gesellschaften der Türkei sowie im Iran und wie die Darsteller damit umgehen.
Homosexualität wird in islamisch geprägten Ländern verschieden bewertet und von Seiten des Staates rechtlich unterschiedlich eingestuft. Eine staatliche Anerkennung von homosexuellen Paarbeziehungen gibt es gegenwärtig in keinem islamisch geprägten Staat. In den islamisch geprägten Staaten Albanien, Bosnien und Herzegowina, Indonesien, Jordanien, Kasachstan, Kirgisistan, Kosovo, Mali, Tadschikistan, Tschad und Türkei sind homosexuelle Handlungen nicht verboten. In den meisten islamisch geprägten Staaten werden homosexuelle Handlungen mit unterschiedlich hohen Haftstrafen verfolgt. Hierzu gehören die Staaten Afghanistan (gegenwärtig keine staatliche Hoheit), Ägypten, Algerien, Bahrain, Bangladesch, Brunei, Gambia, Guinea, Irak, Katar, Komoren, Libyen, Malaysia, Malediven, Marokko, Oman, Pakistan, Senegal, Singapur, Somalia (gegenwärtig keine staatliche Hoheit), Syrien, Tunesien, Turkmenistan und Usbekistan. In sieben Ländern, Iran, Nigeria (nördliche Landesteile), Mauretanien, Sudan (vor der Unabhängigkeitserklärung des Südsudan, nur in den nördlichen Landesteilen), Jemen, Saudi-Arabien und Vereinigte Arabische Emirate, droht die Todesstrafe.

#### Christentum
Ein Teil der konservativen Christen, darunter auch römisch-katholische Christen, sehen – unter anderem – aufgrund mehrerer, von ihnen als eindeutig angesehener biblischer Verse (→ Bibeltexte zur Homosexualität) praktizierte Homosexualität als Sünde und starke gleichgeschlechtliche Anziehung als negativ an. Ihnen wird sowohl von lesbisch-schwulen Bürgerrechtsorganisationen als auch von liberalen Christen und jungen amerikanischen Christen Homophobie und Intoleranz vorgeworfen.
So gaben in einer Umfrage der Barna Group, eines evangelikalen Meinungsforschungsinstituts aus den Vereinigten Staaten, über die Meinung von Jugendlichen und jungen Erwachsenen im Alter von 16 bis 29 Jahren (867 Teilnehmer) 91 % der Nicht-Christen (440 Teilnehmer) und 80 % der Kirchgänger (305 Teilnehmer) an, dass „anti-homosexuell“ die diesbezügliche Einstellung des Christentums aus ihrer Wahrnehmung gut beschreibe. Neben der bekannten Opposition der Christen gegenüber Homosexuellen gaben beide Gruppen als Gründe für diese Ansicht an, dass Christen übertriebene Verachtung und lieblose Haltungen gegenüber Schwulen und Lesben hätten. In der Gruppe der jungen Christen war einer der meist erwähnten Kritikpunkte, dass die Kirchen aus der Homosexualität eine „größere Sünde“ als alle anderen mache. Außerdem behaupten die jungen Christen, dass die Kirchen ihnen nicht geholfen hätten, die biblischen Lehren über Homosexualität mit ihren Freundschaften zu Schwulen und Lesben in Einklang zu bringen.
Selbst in konservativen christlichen „Hilfestellungen zur Veränderung“ wird auf die besondere Abneigung vieler hingewiesen:

„Evangelikale Christen behandeln Homosexuelle leider nur allzu oft als Sünder besonders hoffnungsloser Klasse. Dies spricht aus den meisten Lebenszeugnissen von Homosexuellen oder ehemaligen Homosexuellen, die in frommen Kreisen Hilfe suchten. Christliche Seelsorger bestätigen dies als häufige Not. Zur Verdeutlichung sei hier eine junge betroffene Frau zitiert: ‚Ich beginne solcher Christen überdrüssig zu werden, die bekehrte Ehebrecher, Prostituierte, Alkoholiker und Selbstbefriediger akzeptieren, aber wie vor einer Viper zurückschnellen, wenn ein Homosexueller Hilfe sucht. Man hat den Eindruck, sie stünden kurz vor dem Erbrechen, wenn sie mit mir reden. Sie beobachten und analysieren mich und suchen nach Verhaltensfehlern. Sie können meine Vergangenheit nicht vergessen, als ob Jesus in die Welt gekommen wäre, jeden zu retten, nur nicht einen Homosexuellen.‘ […]“

Im Jahre 2007 fragte das Pew Research Center im Rahmen der U.S. Religious Landscape Survey Gläubige, ob eine homosexuelle Lebensweise von der Gesellschaft akzeptiert oder abgelehnt werden sollte (der Rest von 6 bis 14 % auf 100 % meinte anderes oder gab keine Antwort). Dabei ergab sich folgende Reihung: Zeugen Jehovas (12 % akzeptieren, 76 % lehnen ab), Mormonen (24 % / 68 %), evangelikale Kirchen (26 % / 64 %), Muslime (27 % / 61 %), historisch schwarze Kirchen (39 % / 46 %), Hindus (48 % / 37 %), Orthodoxe Kirchen (48 % / 37 %), Mainline-Kirchen (56 % / 34 %), römisch-katholische Christen (58 % / 30 %), andere Christen (69 % / 20 %), „Ungebunden“ (Atheisten, Agnostiker, säkulare Ungebundene, aber auch religiöse Ungebundene; 71 % / 20 %), Juden (79 % / 15 %), Buddhisten (82 % / 12 %) und andere Glaubensrichtungen (84 % / 8 %). Der Durchschnitt lag bei 50 % Akzeptanz und 40 % Ablehnung. Die auffälligsten Veränderungen finden seit 2007 bei den Mormonen statt, unter anderem auch als Reaktion auf das starke Engagement der Mormonenkirche für ein Verbot der gleichgeschlechtlichen Ehe in Kalifornien (Abstimmung „Proposition 8“, 2008). Nach Angaben des Pew Forums ist die Befürwortung der gleichgeschlechtlichen Ehe unter allen christlichen Gruppen sowie unter säkularen Ungebundenen gestiegen. So etwa unterstützten im Jahr 2001 38 % der amerikanischen Katholiken und 30 % der schwarzen Protestanten die gleichgeschlechtliche Ehe, im Jahr 2014 stieg der Anteil auf 57 % bzw. 41 %. Christen lagen damit weiterhin hinter säkularen Ungebundenen, von denen 61 % im Jahr 2001 und 77 % im Jahr 2014 die gleichgeschlechtliche Ehe befürworteten.
In einer empirischen Untersuchung des Zusammenhangs zwischen Religiosität und verschiedenen Vorurteilen wurde im Jahr 2007 eine repräsentative Stichprobe von Deutschen nach ihrer selbsteingeschätzten Religiosität („sehr religiös“, „eher religiös“, „eher nicht religiös“, „überhaupt nicht religiös“) gefragt. Die überwiegende Zahl der Befragten gehörte der evangelischen oder katholischen Kirche an. Das Ergebnis der Untersuchung war, dass mit der Religiosität Homophobie deutlich zunahm.
Eine 2011 im Berliner Journal für Soziologie veröffentlichte Mehrebenenanalyse in 79 Ländern ergab, dass religiöse Personen eine durchschnittlich negativere Einstellung zu Homosexualität und Homosexuellen haben als Atheisten. Dieser Effekt wird jedoch von der Religionszugehörigkeit moderiert. So sind z. B. Hindus weniger negativ gegenüber Homosexualität und Homosexuellen eingestellt als Katholiken.

### Homophobie unter Linken

#### Vor 1945
Die politisch linken Gruppierungen haben eine zwiespältige Geschichte und im Laufe der Zeit eine Wandlung durchgemacht. Im Kaiserreich und in der Weimarer Republik Deutschlands wurde von der SPD und teilweise auch von der KPD zwar die Abschaffung des § 175 mäßig unterstützt, aber man beschäftigte sich ebenso wie die Anarchisten zum größten Teil nicht mit den eigenen homophoben Vorurteilen und instrumentalisierte sie immer wieder gegen politische Gegner. Homosexualität wurde als Dekadenzerscheinung gesehen und mit den Klassen des Adels und der Bourgeoisie verbunden. In Russland beispielsweise wurde im Zuge der Revolution die Strafbarkeit von Homosexualität abgeschafft, unter Josef Stalin aber wieder eingeführt. Die noch immer existierende Bezeichnung „Golubčik“ für Schwule kommt von „Goluboj“ („Blau“) und wird mit dem „blauen Blut“ der Aristokratie, der Machthaber aus vorrevolutionärer Zeit, assoziiert. Innerhalb der deutschen Linken war Homosexualität nicht akzeptiert. Man ging großteils davon aus, dass es sie in einer sozialistischen Gesellschaft einfach nicht mehr geben werde. Aber sie sollte straffrei sein. Sämtliche moralischen Vorurteile gegenüber Homosexualität waren immer auch im Kampf gegen Bürgertum, Adel und schließlich auch den Faschismus virulent. Dies zeigte sich beispielsweise bei der Affäre um Friedrich Alfred Krupp (1902), der Harden-Eulenburg-Affäre (1907–1909) und den Agitationen gegen Ernst Röhm (ab 1931).
Letzteres war ein großer Schritt zum Stereotyp des „homosexuellen Nationalsozialisten“. Dazu trug auch bei, dass im theoretischen Diskurs seit Beginn des 20. Jahrhunderts die Männlichkeitsideale, Führerkult, Männerbünde und die patriarchale Gesellschaftsordnung durch Homoerotik und Homosexualität geprägt waren. Vor allem auch die deutschsprachige Exilpresse brachte Homosexualität in Zusammenhang mit dem Nationalsozialismus, explizit erstmals im August 1933 im von der Exil-KPD herausgegebenen Braunbuch über Reichstagsbrand und Hitlerterror. Dort wurde auch durch manipulierte Fakten und den Einsatz von Klischees Marinus van der Lubbe, der angebliche Brandstifter des Reichstages, zum „Lustknaben“ erklärt. Erste Meldungen über die Verfolgung von Homosexuellen wurden von der Exilpresse als interne Streitigkeiten unter den Nationalsozialisten interpretiert. Der angebliche Zusammenhang zwischen Homosexualität und Nationalsozialisten wurde auch mit vielen empirischen Berichten über (teilweise angeblich) homosexuelle Nationalsozialisten zu untermauern versucht. Nur wenige traten gegen diese Darstellungen auf, wie etwa der selbst homoerotisch veranlagte Klaus Mann: „Man ist im Begriffe, aus ‚dem‘ Homosexuellen den Sündenbock zu machen – ‚den‘ Juden der Antifaschisten. Das ist abscheulich.“ Die Nationalsozialisten wiederum gingen unter anderem mit dem Vorwurf der Homosexualität beispielsweise gegen Mitglieder der Wandervogelbewegung, Priester, Mönche und Nonnen, (sozialistische) Juden und andere missliebige Personen vor. Speziell der sogenannte „Röhm-Putsch“ wurde propagandistisch verwendet, um gegen Homosexuelle öffentlich Stimmung zu machen.
Nach dem Zweiten Weltkrieg waren verschiedene Personen wegen ihrer Einsätze für linke Ziele geachtet, ihre Aktivität in der Schwulenbewegung aber lange Zeit totgeschwiegen, beispielsweise beim radikalen Antimilitaristen Kurt Hiller. Durch die Rückbesinnung auf linke Faschismusanalysen der 1930er Jahre in der Folge der 68er-Bewegung wurde das Stereotyp des „homosexuellen Nationalsozialisten“ in Westdeutschland teilweise wiederbelebt. Dies findet sich etwa im Buch Männerphantasien von Klaus Theweleit, wo er behauptet, „Männerbünde“ neigen „zur Ausbildung ‚homosexueller Praktiken‘, die, selber aggressiver Art, zum Umklappen in jede andere Form der Aggressivität fähig“ seien. Heute dagegen werden solche Dinge, wie etwa teilweise stark sexualisierte Initiationsriten in Männerbünden, von der Soziologie und Psychologie anders bewertet und selbst als Akte mit homophobem Einschlag beschrieben. Viele anfängliche Aktivisten der zweiten Welle der Lesben- und Schwulenbewegung ab Ende der 1960er Jahre fühlten sich der Linken politisch zugehörig, ohne aber von dieser aufgenommen zu werden. Die relevanten Themen wurden von der Mehrheit in diesen Kreisen nicht behandelt. Als Folge entstand eine eigenständige Homosexuellenbewegung, die sich um lokale Gruppen und entstehende Schwulen- und Lesbenprojekte entwickelte, auch wenn es einzelne personelle Kontakte und Überschneidungen gab. Mit der Zeit fand eine Verbürgerrechtlichung der Homosexuellenbewegung statt. Eine Folge dieser Entwicklungen ist der sogenannte Tuntenstreit. Bei den neu entstandenen Grünen entwickelte sich erstmals eine große politische Unterstützung. Danach wandelte sich auch die Einstellung der sozialistischen Parteien, und es stieg die Unterstützung für die Belange der Homosexuellenbewegung. Dazu beigetragen haben auch parteiinterne Themengruppierungen wie etwa die deutschen Schwusos. Einige Zeit nach dem Zerfall der Sowjetunion änderte sich auch die Einstellung einiger kommunistischer Parteien, wo es teilweise zur Modernisierung kam, und in den 2000er Jahren entstanden auch dort parteiinterne oder parteinahe Themen-Gruppen.

#### Ostblock und DDR nach 1945
In den der Sowjetunion nahestehenden „sozialistischen“ Ländern wurde Homosexualität oft als vor allem „kapitalistisches“ oder „westliches“ Übel angesehen. In Ländern wie Kuba oder China zeigt sich dies trotz Legalisierung und zunehmender Anerkennung noch bis heute. In der DDR wurde im Gegensatz zur Bundesrepublik in den Jahren 1948/49 die Verschärfung des § 175 aus dem Jahre 1935 prinzipiell als nationalsozialistisches Rechtsgut anerkannt und ab da großteils die Fassung aus der Weimarer Republik und zusätzlich der aus dem Nationalsozialismus stammende schärfere § 175a für Beziehungen zu Jugendlichen angewandt. In den politischen Diskussionen um Gesetzesentwürfe zeigten sich aber immer wieder die Vorurteile der SED gegenüber Homosexuellen. Es wirkten sich auch die am Anfang dieses Abschnittes erwähnten Utopien von der „Überwindung der Homosexualität“ in der sozialistischen Gesellschaft und vom „Überbleibsel“ abgewirtschafteter Klassen aus. Die Kommission zur Reform des Strafrechtes in den 1950er Jahren schrieb: „Überreste der Vergangenheit können natürlich auch in diesen homosexuellen Erscheinungen bestehen. Das Wegfallen der sozialen Wurzeln reicht nicht aus. Wir müssen sie nicht bestrafen, sondern es ist festzustellen, ob Überreste da sind und ob man sie bekämpfen muss.“ Homosexuelle Handlungen unter Erwachsenen waren durch ein Gerichtsurteil ab 1957 quasi straffrei, ab 1968 mit der Verabschiedung eines neuen Strafgesetzbuches auch laut Gesetz, und 1987 wurde eine besondere Strafbarkeit gleichgeschlechtlicher Kontakte komplett aufgehoben. Die Abschaffung der Strafbarkeit führte aber nicht zu einer größeren Toleranz. Offen homosexuelles Leben war nahezu unmöglich. Auch in der Politik der SED spiegelten sich die widersprüchlichen Positionen der Arbeiterbewegung zur Homosexualität wider. „Die von ihr propagierte sozialistische Gesellschaft favorisierte die lebenslange, monogame und reproduktive Ehe. Diese Norm bestimmte ihre Sexualpolitik und Sexualerziehung. […] Homosexuell-Sein hatte darin keinen Platz. Im gleichgeschlechtlichen Begehren, das frei wählbar und gelebt werden konnte, sah die SED eine Gefahr für die sozialistische Moral, für das ‚Sittengefühl der Werktätigen‘.“ Die Stasi überwachte, wie alles, was sich unabhängig von der Parteilinie entwickelte, auch die kleine „Szene“. Eine sich in den 1970er Jahren entwickelnde Emanzipationsbewegung stieß beim Staatsapparat auf Widerstand, und Organisationen wurde eine Zulassung mit der Begründung verweigert, Sexualität sei Privatsache und folglich bestehe kein Bedarf an einer solchen Organisation. Erst mit Entstehen einer unabhängigen Oppositionsbewegung entstand ab den 1980er Jahren, meist unter dem Schutze der Kirche, eine politische Homosexuellenbewegung, die klarerweise wieder von der Stasi überwacht wurde. Auf höchster Ebene wurde vom Ministerium für Staatssicherheit ein Maßnahmenplan zum Umgang mit der Homosexuellenbewegung erarbeitet, der die Verhinderung jeder Organisation zum Ziel hatte.

## Vorurteile
Hinter Homophobie und antihomosexueller Gewalt in verschiedenen Formen stehen neben emotionaler Abwehr Kognitionen, Vorurteile und Fehlannahmen gegenüber Schwulen und Lesben. Simplifikationen über „die Schwulen“ oder „die Lesben“ führen zu sozialen Stereotypen. Diese lassen sich definieren als die von einer Gruppe geteilten impliziten Persönlichkeitstheorien hinsichtlich dieser oder einer anderen Gruppe. Neben der rein kognitiven Dimension ist dabei oft auch eine wertende Bedeutung festzustellen. „Stereotype sind ein Produkt aus der mentalen Rekonstruktion dessen, was von Individuen für wirklich gehalten wird, wobei nicht deren Lebenserfahrungen, sondern auch deren Bedürfnisse, Wünsche und Absichten zum Ausdruck kommen.“ Generell wird mit Vorurteilen auf sehr spezifische Weise hantiert:
| Vorurteile gegen Homosexuelle | Anmerkungen |
| --- | --- |
| Homosexuelle entsprechen dem Stereotyp des Geschlechtes, dem sie nicht angehören. Schwule verhalten sich „weiblich“, und umgekehrt sind Lesben eher „Mannweiber“. | Wenn Schwule sich betont effeminiert verhalten bzw. Lesben betont maskulin, also gegengeschlechtlich, dann dient dies zuweilen auch als „Hilfsmittel“ bei der Emanzipation von Geschlechterrollen-Klischees. Die schwulen Untergruppen der Bären, Muskel- und Ledermänner oder die lesbischen Femmes bilden die Antithese zu diesem Vorurteil. |
| Wenn es immer mehr Homosexuelle gäbe und die homosexuelle Kultur Oberhand gewinnen würde, müsste die Menschheit aussterben, deshalb schadet Homosexualität. Manche Religionen fordern, „Homosexuelle zu töten, weil ihre Tätigkeit zum Aussterben der Menschheit führt.“ Homosexuelle sind eine Bedrohung für das Bevölkerungswachstum, das Volk wird untergehen, wenn es nichts gegen Homosexuelle unternimmt. Homosexualität ist ein „demographisches Problem“. Es besteht ein direkter oder indirekter Zusammenhang zwischen Geburtenrückgang und Homosexualität bzw. Anerkennung gleichgeschlechtlicher Partnerschaften. | Das Vorurteil trifft Schwule öfter als Lesben. Zur Zeit des Nationalsozialismus etwa wurden Frauen häufig als nur „pseudohomosexuell“ und durch heterosexuellen Geschlechtsverkehr „kurierbar“ beschrieben. Bei homosexuellen Männern werde dagegen „Zeugungskraft vergeudet, sie scheiden zumeist aus der Fortpflanzung aus, bei Frauen ist das nicht oder zumindest nicht im gleichen Maß der Fall“. Homosexuelle waren und sind eine Minderheit und werden es bleiben. Es ist keine reale Zunahme erkennbar, alleine die Sichtbarkeit ist gegenüber früher erhöht. Auch gibt es einige Schwule und Lesben, die Kinder aus anderen Beziehungen oder Erlebnissen haben. Priester sind auch eine Minderheit, derentwegen die Menschheit nicht aussterben wird, und selbst Vatikanstadt stirbt nicht aus. Siehe auch: „Untergang des Abendlandes“. |
| Alle Schwulen haben viele und häufig wechselnde Sexualpartner, sind also promisk. | Hier gibt es in der Praxis zwei Strömungen. Viele Schwule leben genauso (seriell-)monogam wie Heterosexuelle. Es gibt aber eine durchaus große Gruppe, die viele Sexualkontakte hat, und es kommt auch nicht so selten vor, dass sogenannte „Offene Partnerschaften“ eingegangen werden. Vor 1982 (AIDS) war die Anzahl der promisk lebenden Männer allerdings höher. Nach Angaben der Steirischen und Deutschen AIDS-Hilfe unterschätzen viele heterosexuelle Erwachsene das Infektionsrisiko und lassen sich zu spät auf HIV testen. Schwule und andere Männer, die Sex mit Männern haben, lassen sich hingegen laut der Deutschen AIDS-Hilfe am häufigsten auf eine mögliche HIV-Infektion untersuchen. |
| Schwule wollen mit allen anderen Männern Sex haben. | Dies resultiert aus einer selektiven Wahrnehmung und aus einer Unterschätzung der ganz persönlichen Auswahlkriterien der homosexuellen Männer. Derartiges Verhalten ist bei Schwulen nicht verbreiteter als bei Heterosexuellen. |
| Schwule wollen vor allem Sex mit Kindern oder männlichen Jugendlichen. Viel mehr Schwule als Heterosexuelle begehen sexuellen Missbrauch an Kindern. Da Homosexuelle kein Problem haben, die „naturgegebenen Schranken“ zu überschreiten, tun sie dies auch leichter bei Kindern. Immer wieder wird versucht, eine Häufung des spezifisch homosexuellen Missbrauchs mit pseudowissenschaftlichen Studien zu untermauern. In der römisch-katholischen Kirche wird sowohl von der Kongregation für die Glaubenslehre als auch von der Österreichischen Bischofskonferenz der Ausschluss homosexueller Personen bei der Erziehung und Ausbildung junger Menschen, auch im außerkirchlichen Bereich, nicht als „ungerechtfertigte Diskriminierung“ angesehen. Das römische Dokument veranlasste unter anderem deshalb den amerikanischen Moraltheologen Richard Peddicord zur Aussage, dass man die Glaubenskongregation nicht leicht vor dem Vorwurf der Homophobie in Schutz nehmen könne. Im Österreich der Nachkriegszeit bis zur kleinen Strafrechtsreform prägte Roland Graßberger, von 1945 bis 1975 Vorstand des Instituts für Strafrecht und Kriminologie, mit seinen Gutachten maßgeblich „das Bild des homosexuellen Kinderschänders“, indem er durch seine Interpretation der Statistik untermauerte, dass der „männliche Homosexuelle, gleichgültig welchen Alters, […] in erster Linie kindliche und jugendliche Partner von 12–19 Jahren“ suche. Erst 1971 stellte er klar, dass es bei der „Belastung durch Paidophilie“ „keinen signifikanten Unterschied“ zwischen Homo- und Heterosexuellen gebe. | Eine statistische Häufung des spezifisch homosexuellen Missbrauchs Minderjähriger ist nicht belegt. Täterstudien kommen zum Ergebnis, dass die meisten Täter bei gleichgeschlechtlichem Kindesmissbrauch heterosexuell oder höchstens bisexuell sind, meistens verheiratet sind und selber Kinder haben. Auch die beiden einzigen von ihr unterstützten Studien über sexuellen Missbrauch in der römisch-katholischen Kirche des US-amerikanischen John Jay College (2004, 2011) kommen zu dem Schluss, dass, obwohl die meisten Opfer wie die Täter männlich waren, nicht die Täter homosexuell waren, sondern durch den üblichen Umgang einfach ein leichterer Zugang zu männlichen Opfern bestand. Auch fiel die Missbrauchsrate Mitte der 1980er Jahre zu einem Zeitpunkt, als eine merkliche Anzahl homosexueller Männer Priester zu werden begann. Ein wesentlicher Fehlschluss der pseudowissenschaftlichen Studien ist, Äpfel mit Birnen zu vergleichen, „homosexuellen / gleichgeschlechtlichen Missbrauch“ mit „bi- oder homosexueller Orientierung bzw. Identität“, und selbst wenn einmal die sexuelle Orientierung der Täter genannt wird, wird sie außer Acht gelassen. Manche stellen noch einer bewusst tiefen prozentualen Schätzung des Anteiles von Schwulen an der Gesamtbevölkerung (siehe auch letzten Punkt der Liste) eine bewusst hohe Schätzung aller Fälle gleichgeschlechtlichen Missbrauchs gegenüber und verdrehen dabei auch Aussagen der herangezogenen Studien. Manchmal verlangen die Autoren der Originalstudien, ihre Erwähnung zu streichen. Die tatsächliche Orientierung der Täter (beispielsweise andere MSM und sonst heterosexuell Lebende) und deren Beweggründe (beispielsweise: Macht, Sadismus) werden völlig außer Acht gelassen. Somit wird jeder gleichgeschlechtliche Missbrauch einzig den offenen, selbstbewussten Schwulen zur Last gelegt. Das Stereotyp, dass homosexuelle Männer gefährlicher für Kinder seien als heterosexuelle, wurde auch zu einer Studie über Bedrohung durch Stereotype genutzt. Dort zeigten jene Schwulen, die ihre Orientierung direkt vorher angeben mussten, deutlich stärkere nonverbale Indikatoren von Angst und stellten sich im Umgang mit den Vorschulkindern ungeschickter an als jene, die es nicht angeben mussten. Bei den heterosexuellen Vergleichsgruppen konnte kein signifikanter Unterschied festgestellt werden, tendenziell zeigten jene mit der Frage etwas weniger nonverbale Angst, aber keinen Unterschied im Umgang. Insgesamt nimmt der Glaube an dieses Vorurteil ab. Bei der damit zusammenhängenden Frage, ob Homosexuelle als Grundschullehrer (elementary school teachers) angestellt werden sollen, bejahten dies bei Gallup-Umfragen in den USA im Jahre 1977 nur 27 % eindeutig, 1992 waren es schon 41 %, 2003: 61 %, 2005: 54 % und 2009: 69 % Zwar bevorzugen einige Schwule relativ gesehen jüngere, aber nicht unbedingt jugendliche Partner; darin unterscheiden sie sich jedoch in keiner Weise von heterosexuellen Männern. Es wird angenommen, dass der „Jugendwahn“ eine Grundlage in der Biologie hat. Frauen sind ab einem bestimmten Alter nicht mehr fruchtbar, Männer sind jedoch bis ins hohe Alter zeugungsfähig. Jugendliches Aussehen signalisiert sexuelle Vitalität, deshalb verschiebt sich der Fokus sexuellen Verlangens in Richtung jüngerer Sexualpartner. |
| Schwule sind heterosexuellen Männern an Körperkraft und Geschicklichkeit unterlegen. Typisches Klischee: Schwule können nicht Fußball spielen. | Es sind keine Unterschiede nachweisbar. Eine filmische Behandlung dieses Themas findet in Männer wie wir statt. |
| Schwule und Lesben sind problemlos an Äußerlichkeiten erkennbar. | Die selektive Wahrnehmung sorgt dafür, dass von jenen Homosexuellen, die ihre Erscheinung bewusst einem der gängigen Klischees entsprechend gestalten, auf die Gesamtheit aller Homosexuellen verallgemeinert wird. In der Praxis sind jedoch die meisten Homosexuellen vollkommen „heterolike“ und nicht als homosexuell erkennbar – es sei denn, sie verwenden bestimmte Zeichen, z. B. einen Regenbogenfahnen-Aufkleber auf dem Auto. |
| Der Anteil homo- und bisexueller Menschen an der Gesamtbevölkerung ist verschwindend gering, und diese Gruppe hat daher keine gesellschaftliche Relevanz. | Verlässliche Schätzungen geben den Anteil Homosexueller in der Gesamtbevölkerung mit etwa 5 % an, wobei es mehr Schwule als Lesben gibt und wegen der spezifischen Landflucht sie in Großstädten etwa 8–10 % Bevölkerungsanteil ausmachen und auf dem Land dementsprechend weniger. Dazu kommen noch viele Bisexuelle und Menschen, die eine mehr oder weniger stark ausgeprägte gleichgeschlechtliche Anziehung verspüren. Jede diesbezügliche Untersuchung hat neben der Definition, was jetzt wirklich homosexuell ist, mit vielfältigen methodischen Fallstricken zu kämpfen. Die 10 % von Kinsey waren Personen, die über mindestens drei Jahre mehr oder weniger ausschließlich homosexuell lebten. Wichtiger war Kinsey folgende Aussagerichtung: „Man darf die Welt nicht in Böcke und Schafe einteilen.“ 4 % waren ausschließlich homosexuell in ihrem Leben, und 50 % hatten nie psychische oder physische gleichgeschlechtliche Erlebnisse, dazwischen liegt ein weites Feld. Spätere, verschieden gefilterte Analysen (auch mit Exkludierung der Häftlinge) der Kinsey-Daten brachten keine wesentliche Infragestellung seiner Studienaussagen. Laut einer Statistik der britischen Regierung leben in England offiziell 3,6 Millionen Homosexuelle, das entspricht etwa 6 % der Gesamtbevölkerung. |

## Diskriminierung von (männlicher) Homosexualität
Nationale Umfragen und andere Untersuchungen haben ergeben, dass heterosexuelle Männer negativere Einstellungen gegenüber homosexuellen Männern haben als heterosexuelle Frauen. Frauen machen keinen oder nur einen geringen Unterschied bei der Beurteilung von Lesben und Schwulen, Männer zeigen sich hingegen deutlich toleranter gegenüber Lesben als schwulen Männern. Heterosexuelle Männer, die sich in ihrer Männlichkeit bedroht fühlen, reagierten in einer Untersuchung besonders negativ auf subjektiv als feminin wahrgenommene Homosexuelle.
In vielen Ländern stellten oder stellen spezifische Strafgesetze nur männliche Homosexualität unter Strafe. Mit dem § 175 StGB des westdeutschen Strafgesetzbuchs gab es beispielsweise ein Sonderstrafgesetz, das nur sexuelle Handlungen zwischen Personen männlichen Geschlechts unter Strafe stellte, bis 1969 als Totalverbot und bis 1994 als erhöhtes Schutzalter. In Österreich war der § 129 I StG (ab 1975 § 209 StGB) zu Zeiten des Totalverbots geschlechtsneutral formuliert, Frauen wurden jedoch um einiges seltener verurteilt, und ab 1971 bis 2002 galt das erhöhte Schutzalter nur für gleichgeschlechtliche Kontakte unter Männern, ebenso wie bis 1989 das Prostitutionsverbot.
Homosexuelle Männer sind häufiger Opfer extremer Gewalt als Lesben. Homophobie kann gegenüber Frauen auch ganz spezifische physische Gewalt annehmen, etwa beim Corrective rape – einer Vergewaltigung als vorgeblichem „Heilungsversuch“. Durch eine strukturelle, weit verbreitete Homophobie in der Gesellschaft kann aus der Diskriminierung männlicher Homosexualität physische und psychische Gewalt werden. Häufig verletzt die Gewalt die Persönlichkeitsrechte der Opfer und wird in Form von Straftaten begangen, hauptsächlich in Form von verbaler Anfeindung (Beleidigung §185 StGB), Mobbing (Üble Nachrede §186 StGB) und leichter, manchmal aber auch schwerer Körperverletzung (StGB §223).

## Ursachen von Homophobie

### Sozialpsychologische Perspektive
Aus Sicht der Sozialpsychologie ist das soziale Erlernen von Vorurteilen und Stereotypen Ursache für Homophobie. Sie werden bereits in der Sozialisation vermittelt. Dabei werden Vorurteile und Erwartungen der sozialen Umwelt (auch z. B. religiöse Überzeugungen) übernommen. Sind Vorurteile und Stereotype einmal vorhanden, verstärken sie sich laufend selbst, indem man an Homosexuellen genau das selektiv wahrnimmt, was dem Stereotyp entspricht.

### Tiefenpsychologische Perspektive
Die Anfälligkeit für diesen sozialpsychologischen Mechanismus ist nicht bei allen Menschen gleich stark ausgeprägt. Aus Sicht der Tiefenpsychologie dient Homophobie der Abwehr von Ängsten, und das umso stärker, je geringer das Selbstwertgefühl eines Menschen ist, je geringer seine soziale Integration und je schlechter seine soziale Lage ist. Die Ängste der diskriminierenden Menschen werden allerdings nicht direkt spürbar, weshalb die These, dass Angst die Hauptursache für Diskriminierungen sei, für viele zunächst schwer nachvollziehbar ist. Die Tiefenpsychologie benennt folgende unbewussten Ängste und Bedürfnisse, die mithilfe von Homophobie aus dem Bewusstsein ferngehalten würden:
Angst vor eigenen lesbischen bzw. schwulen ZügenDie Angst vor homosexuellen Anteilen der eigenen Sexualität sei einer der Gründe für Diskriminierungen Homosexueller. Dafür sprächen auch Untersuchungen mit rechtsextremen Jugendgruppen, die Gewalt gegen Schwule ausüben und sich betont hart und männlich geben (solche Jugendgruppen sind nicht mit „den Skinheads“ gleichzusetzen, die politisch sehr heterogen sind). Unterschwellige homoerotische Tendenzen, die es in solchen Männerbünden auch gebe, würden bei diesen Jugendlichen eine „weit überdurchschnittliche Angst vor der eigenen Homosexualität“ wecken. Rauchfleisch vertritt die Ansicht, dass es oft gar nicht so sehr um eigene homosexuelle Anteile gehe, sondern um die immer auch vorhandenen passiv-rezeptiven Anteile, die diese Jugendlichen fälschlicherweise als Weiblichkeit verstehen und diese wiederum fälschlicherweise als Homosexualität. Der Angst vor eigenen homosexuellen Anteilen liege oft die noch größere Angst zugrunde, emotional berührt zu werden.
Angst vor sozialer Unsicherheit und Streben nach MachtMenschen in einer sozio-ökonomisch schwierigen Lage würden allgegenwärtige (heterosexistische) gesellschaftliche Normvorstellungen eher übernehmen, da der Einklang mit solchen Normverstellungen einerseits Sicherheit vermittelt und andererseits mit Homosexuellen eine Gruppe gefunden ist, die vermeintlich noch schwächer ist.
Angst vor der Infragestellung zentraler NormvorstellungenHomosexuelle Orientierungen und ein offen homosexuelles Leben forderten tradierte, konservative gesellschaftliche Normvorstellungen heraus. Nach sozialpsychologischen Untersuchungen von Adorno et al. habe jeder Mensch Tendenzen, auf ungewohnte Verhaltensweisen mit Verunsicherung und oft auch mit Aggressivität zu reagieren. Hinzu komme, dass man diejenigen, die von den Regeln abweichen, nicht nur verachte oder hasse, sondern auch häufig unbewusst etwas um ihren Freiraum beneide.
Angst vor dem „Angriff“ auf die traditionelle FamilieDass zwei Lesben oder zwei Schwule intim und partnerschaftlich zusammenleben, sei ein Affront aus Sicht von Menschen, die sich als einzige Form des Zusammenlebens die von Mann und Frau vorstellen können. Zwar pflegen heutzutage auch heterosexuelle Paare oft nicht die traditionelle Rollenhierarchie einer Kleinfamilie, aber diese Rollenhierarchie werde durch homosexuelle Paare sichtbarer infrage gestellt. Männer in einer Partnerschaft mit traditioneller Rollenverteilung fühlten sich häufiger als Frauen davon bedroht, dass in homosexuellen Beziehungen die Rechte und Pflichten immer wieder neu ausgehandelt werden müssten und es dadurch keine festen Machtpositionen gebe.
Angst vor Infragestellung des gängigen MännlichkeitsidealsEs geht hier nicht primär darum, dass manche Schwule sich effeminiert („feminin“) verhalten, sondern darum, dass Schwule oft auch ihre „weichen“ Seiten leben, die viele heterosexuelle Männer sich nicht erlauben, obwohl sie sie – so Rauchfleisch – gleichermaßen besitzen. Zudem fühlten sich diejenigen heterosexuellen Männer, deren Verhältnis zu anderen Männern hauptsächlich von Rivalität geprägt ist, oft davon provoziert, dass ein Schwuler mit einem anderen Mann emotional und intim verbunden ist. Die Befürchtung, dass traditionelle Geschlechterrollen und Männlichkeit durch Homosexualität drastisch infrage gestellt würden, führe zu einer tiefgreifenden Verunsicherung der Betroffenen, die sie sich aber nicht eingestehen, sondern durch Abwertung Homosexueller abwehren.
Das „Abweichende“ schlechthinZum einen stellen Lesben und Schwule durch ihre sexuelle Orientierung und z. T. durch ihre Lebensweisen Normen infrage, so dass sie in eine Außenseiterposition gedrängt würden. Zum anderen ist aus der Sozialpsychologie bekannt, dass Aggressionen, die eigentlich Autoritäten gelten, auf vermeintlich Schwächere, auf Minderheiten umgelenkt werden (s. o.: Adorno). Studien belegen, dass solche Aggressionen schnell auf andere Minderheiten verschoben werden können, beispielsweise auf Juden oder Ausländer.

### Wissenschaftliche Untersuchungen
| Gruppe                 | Erregung (Tumeszenz) | Erregung (Tumeszenz) | Erregung (Tumeszenz) |
| Gruppe                 | kaum                 | mäßig                | eindeutig            |
| ---------------------- | -------------------- | -------------------- | -------------------- |
| homophobe Männer       | 20 %                 | 26 %                 | 54 %                 |
| nicht homophobe Männer | 66 %                 | 10 %                 | 24 %                 |

Die These, dass Homophobie auch durch Abwehr eigener schwuler oder lesbischer Anteile verursacht werde, wird durch eine Untersuchung gestützt, die Professor Henry E. Adams 1996 an der University of Georgia durchführte. Es wurde die Anschwellung (Tumeszenz) mittels Phallografie gemessen. Dabei wurde festgestellt, dass 54,3 % der 35 homophoben Probanden (zum Vergleich: 24,1 % der 29 nicht homophoben Probanden) sexuell eindeutig erregt wurden beim Betrachten von Videos, die sexuelle Handlungen zwischen Männern zeigten. An der Untersuchung nahmen insgesamt 64 Männer teil, die sich alle selbst als ausschließlich heterosexuell bezeichnet hatten.
Diese Untersuchungsergebnisse werden in der Psychologie so interpretiert, dass homophobe Einstellungen mancher Männer auch dadurch entstehen, dass sie sich mit eigener sexueller Erregung durch Männer nicht auseinandersetzen wollen. Die Frage nach vergleichbaren Untersuchungen mit weiblichen Probanden ist hier noch ungeklärt, obwohl bei Frauen alle anatomischen Voraussetzungen gegeben sind. (Siehe auch den Abschnitt Diskriminierung von (männlicher) Homosexualität.)
Der Soziologe Robb Willer von der Cornell University überprüfte 2004 die maskuline Überkompensationstheorie der Psychologie. Die Untersuchung zeigte, dass in ihrer Maskulinität verunsicherte Männer stärker zu Macho-Einstellungen neigen, was sich auch in einer erhöhten Neigung zu Homophobie zeigte. 111 männliche und weibliche Probanden füllten einen Fragebogen aus, der Rückschlüsse über ihre Geschlechtsidentität zulassen sollte. Man teilte die Probanden in zwei Gruppen und sagte ihnen unabhängig von den tatsächlichen Antworten, dass der Test auf eine eher männliche oder weibliche Identität schließen lasse. Danach wurden Einstellungsfragen gestellt, bei denen sich bei den Männern die Auswirkungen des Feedbacks zeigten. In ihrer männlichen Identität erschütterte Probanden zeigten mehr Unterstützung für ein Verbot gleichgeschlechtlicher Ehen, mehr Opposition zur Lesben- und Schwulenbewegung und sagten öfter, dass es falsch sei, homosexuell zu sein. Sie zeigten auch mehr Zustimmung zum Irakkrieg und mehr Interesse ausschließlich für ein Sport Utility Vehicle (SUV) und keinen anderen Autotyp. Diese Einstellungen waren in einer früheren Studie als „typisch männlich“ identifiziert worden. Auch zeigten sie sich stärker beschämt, schuldig, bestürzt und feindselig. Bei Frauen änderte sich das Antwortverhalten in dieser Untersuchung nicht.

### Soziologische Perspektive
Laut dem Sozialpsychologen Gregory M. Herek entsteht Homophobie aus der Befürchtung, die Anforderungen der männlichen Geschlechterrolle nicht erfüllen zu können, sowie der Angst vor einer Feminisierung des männlichen Körpers. Herek sieht Homophobie als einen wesentlichen Teil heterosexueller Männlichkeit. Homophobie – z. B. in Form von schwulenfeindlichen Beschimpfungen – wird insbesondere von männlichen Jugendlichen verwendet, um sich geschlechtlich zu positionieren und ihre Männlichkeit zu beweisen.
Gesellschaftskritische Analysen von Homophobie entstanden und entstehen vor allem im Umkreis der Queer Theory. Insbesondere die Arbeiten von Eve Kosofsky Sedgwick, Judith Butler und Mark Simpson sind diesbezüglich von Bedeutung.
Manche Beobachter führen homophobes Verhalten auf eine fehlende wirtschaftliche, technische, kulturelle bzw. intellektuelle Prosperität zurück.

## Einordnung in andere negativ wahrgenommene Gruppen
Im Jahre 2002 führte die Forschungsgemeinschaft für Konflikt- und Sozialstudien im Zuge einer Befragung auch eine Untersuchung über „Hassgruppen“ in der deutschen Gesellschaft durch. Die Befragung erfolgte mittels postalisch zugesandter Fragebögen an zufällige Adressen aus einer Kartei, von denen 1.846 zurückgesandt wurden. In den angewandten Fragestellungen ging es um vorstellbare Begegnungen in der Lebenswelt und um dabei auftretende „spürbare Abneigungen“. Die Einstellungen, Vorurteile und Stereotype können die Basis für diskriminierendes, ausschließendes und aggressives Verhalten sein. Die Mehrheit der Antworten (80 %) stammten aus dem Osten Deutschlands, ein Teil aus dem Westen Deutschlands (20 %), wobei sich in dieser Untersuchung in der Häufigkeit der Ablehnung keine großen Unterschiede zeigten. Quantitativ zeigte sich eine Hierarchie der „Hassgruppen“:
1. Personen mit rechtsradikalem Outfit lehnten 82 % der Befragten ab
2. Drogenabhängige wurden von 70 % der Befragten abgelehnt
3. Ein Mix aus Einwanderern aus Osteuropa, Haftentlassenen, Menschen arabischer Herkunft, Personen türkischer Herkunft, Obdachlosen, Menschen, die reich aussehen, Menschen mit HIV-Infektion, Schwulen und Lesben, Straßenkindern, Ausländern allgemein wurde von 50 % bis 20 % der Befragten abgelehnt.
4. Ein Mix aus Menschen jüdischer Herkunft, mit dunkler Hautfarbe oder asiatischer Abstammung, Menschen, denen man Armut ansieht, wurde von 20 % bis 15 % abgelehnt.
5. Ein Mix aus Arbeitslosen, jungen Menschen, Menschen mit Behinderung und alten Menschen wurde zwischen 15 % und 6 % abgelehnt.

Allgemein wurde festgestellt, dass die Gründe für Abneigung nicht Unterschiedlichkeit, Aussehen oder negatives Verhalten der Gruppen waren, sondern dass Gefühle wie Angst und Furcht gegenüber Menschen, die anders sind, großen Einfluss haben. Die Betroffenen fürchten um den Verlust ihrer eigenen Kultur, ihrer Normen und ihrer Werte, um ihre Identität. Die Mitglieder anderer Gruppen werden abgewertet, um den Status und Wert der eigenen Gruppe zu stärken. Bei dem Mix der dritten Kategorie waren die meisten angegebenen Gründe:
1. Ich habe persönlich negative Erfahrungen mit ihnen gehabt (34 %).
2. Ihr Äußeres gefällt mir nicht. (31 %)
3. Ich mag sie einfach nicht. (27 %)
4. Sie leben wie Parasiten. (26 %)
5. Sie sind mir irgendwie zu fremd. (21 %)

Unterteilt man die einzelnen Gruppen in „ethnisch-kulturelle“ Merkmale, „biologische“ Merkmale (Homosexuelle, junge Menschen, Menschen mit Behinderung, alte Menschen), „verschiedene soziale Positionierung“ und Gruppen mit „besonderem Verhalten“, so sind die Top-Ablehnungsgründe für die „biologische“ Gruppe:
1. Sie sind gefährlich.
2. Sie passen sich nicht der Allgemeinheit an.
3. Sie haben ein schlechtes Benehmen.

Auf den letzten Plätzen rangieren allgemein Arbeitsmarktkonkurrenz und persönliche Erlebnisse. Dies zeigt sich auch bei der Gruppe der Schwulen und Lesben:
| Abneigung | Ja   | Teilweise | Ja und Teilweise |
| --------- | ---- | --------- | ---------------- |
| Befragte  | 14 % | 16 %      | 30 %             |

| Abneigung | Ja   | Teilweise | Ja und Teilweise |
| --------- | ---- | --------- | ---------------- |
| Befragte  | 10 % | 18 %      | 28 %             |

| Grund                                                      | Anteil von Ja+Teilweise | Reihung |
| ---------------------------------------------------------- | ----------------------- | ------- |
| „Sie passen sich nicht der Allgemeinheit an“               | 70 %                    | 1       |
| „Es sind zu viele in diesem Land“                          | 68 %                    | 2       |
| „Sie haben ein schlechtes Benehmen“                        | 61 %                    | 3       |
| „Ich habe persönlich negative Erlebnisse mit ihnen gehabt“ | 48 %                    | –       |
| „Sie nehmen uns Arbeitsplätze weg“                         | 36 %                    | –       |

| Grund                                                      | Anteil von Ja+Teilweise | Reihung |
| ---------------------------------------------------------- | ----------------------- | ------- |
| „Sie sind gefährlich“                                      | 55 %                    | 1       |
| „Sie passen sich nicht der Allgemeinheit an“               | 52 %                    | 2       |
| „Ich mag sie einfach nicht“                                | 46 %                    | 3       |
| „Sie nehmen uns Arbeitsplätze weg“                         | 26 %                    | –       |
| „Ich habe persönlich negative Erlebnisse mit ihnen gehabt“ | 17 %                    | –       |

## Phänomenbeschreibung und Erklärungsmodell
Homophobie ist eine Form kollektiver Angst in kulturellen Gesellschaften und Gruppierungen, die ihr durch strikte Geschlechtsunterscheidungen und starre Rollenverteilungen geprägtes Weltbild durch gleichgeschlechtliche Empfindungen und Verhaltensweisen bedroht sehen. Da ein Teil der Menschen (nach zahlreichen statistischen Untersuchungen zwischen 5 und 10 %) aufgrund ihrer psychosexuellen Veranlagung diesen Rollenerwartungen nicht entsprechen kann, richtet sich die Homophobie in Form von Hass und Aggression gegen diese Minderheit mit dem Ziel ihrer Beseitigung. Diese Tendenz kann sich in unterschiedlichster Form gegenüber den Normabweichlern äußern: in Verächtlichmachung, Ekel und sozialer und beruflicher Ausgrenzung, in dem Ruf nach Bestrafung oder Umerziehung, in der Suche nach Verhinderungsmethoden (z. B. hormonelle Behandlung von Schwangeren, siehe Günter Dörner) oder therapeutische Behandlung (versch. Psychotherapien, Elektroschocktherapie usw.) bis hin zur Tötung (Hexenverfolgung, Vernichtung durch Arbeit im Dritten Reich, Hinrichtungen in verschiedenen arabischen Ländern, Fememorde auch in Deutschland). Homophobie wird so zum dauerhaften gesellschaftlichen Problem, deren Verbreitung hauptsächlich von der privilegierten heterosexuellen Mehrheitsgesellschaft durch Solidarität, also ein Eintreten gegen Homophobie verhindert werden kann: Durch Einspruch, wenn homophobes Gedankengut verbreitet wird, durch Antidiskriminierungsgesetze und permanente Aufklärung, vor allem in den Schulen.
Zum individuellen Problem wird die Homophobie insofern, als sie sich gegen die in fast jedem Menschen (in unterschiedlicher Stärke) vorhandenen gegengeschlechtlichen Anteile (siehe Kinsey-Skala) richtet und ein stark homophob geprägtes Individuum zur Abspaltung dieser Anteile und ihrer Verdrängung ins Unbewusste und/oder zur Projektion auf andere zwingt. Gelingt das nur teilweise oder gar nicht, entsteht Selbsthass, der sich zerstörerisch gegen die eigene Person richtet, aber auch Hassreaktionen gegen andere auslösen kann, die gleichgeschlechtliches Verlangen in dem Individuum auslösen.
Die gesellschaftliche Homophobie wird besonders gefährlich dadurch, dass die Abscheu vor gleichgeschlechtlichen Empfindungen unter ihrem Einfluss von den Kindern schon vor der Pubertät verinnerlicht und mehr oder weniger fester Bestandteil ihrer Persönlichkeitsstruktur wird. Mit dem Erwachen der genitalen Sexualität in der Pubertät sind diese Kinder und Jugendliche zur Aufrechterhaltung ihres Selbstwertgefühls gezwungen, sich durch immer stärkere homophobe Abwehrmechanismen vor den eigenen Gefühlen zu schützen, was wiederum Hassprojektionen in verschiedene Richtungen (nicht nur gegen Homosexuelle) auslöst und bis zu einzeln oder kollektiv begangenen Gewaltexzessen (zum Beispiel „Schwulenklatschen“) oder gar zu Tötungshandlungen führen kann. Ist der eigene gleichgeschlechtliche Triebanteil eines homophob geprägten Individuums so stark, dass ihm die Abwehrmechanismen nicht standhalten, kann es (besonders unter dem Einfluss religiöser Schuldgefühle) zu Autoaggressionshandlungen wie genitale Selbstverstümmelungen und Selbstmord kommen, was in unserem Kulturkreis selten geworden ist.
Da pubertierende Jugendliche ihre Identitätssuche an den Rollenerwartungen ihrer jeweiligen Peergroups und ihres sozialen Umfeldes und an der veröffentlichten Meinung in den von ihnen bevorzugten Massenmedien ausrichten und diesen noch keine selbstbestimmten Werte entgegensetzen können, sind sie homophoben Einflüssen besonders schutzlos ausgeliefert. Besonders gefährdet, homophoben Einflüssen und Vorurteilen zu erliegen, sind derzeit in der Bundesrepublik Jugendliche aus Kulturkreisen mit stark religiös fundierter Homophobie.

## Gegenaktionen

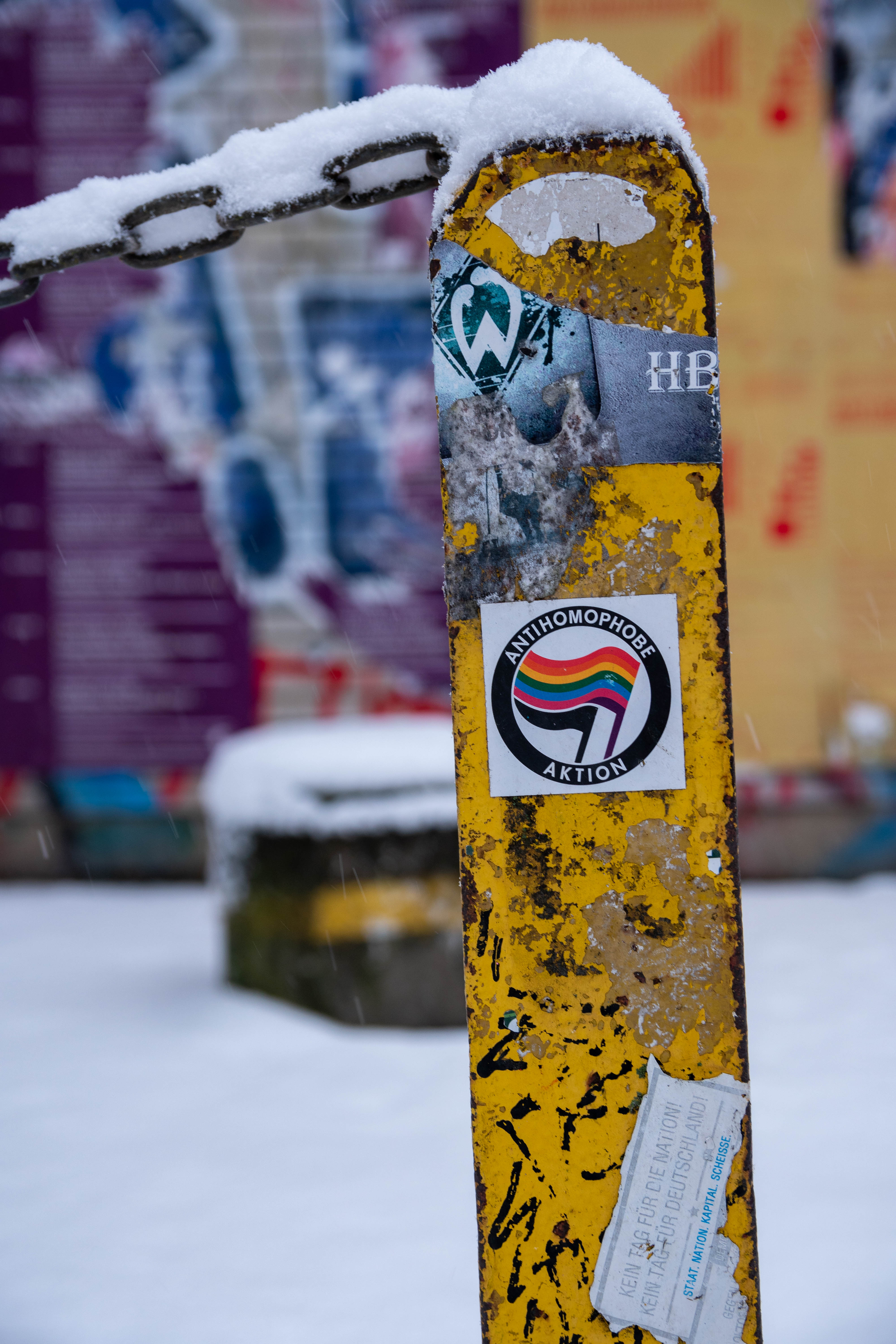
Aufkleber der Initiative Antihomophobe Aktion (Bremen 2021)

Nachdem die erste Welle der Homosexuellenbewegung in Europa durch die Nationalsozialisten und den Zweiten Weltkrieg zum Stillstand gekommen war und die durch Anpassung Anerkennung suchende Homophilenbewegung der 1950er und 1960er Jahre in den USA und in Europa keine besonderen gesellschaftlichen Veränderungen brachte, wehrten sich in der Nacht vom 27. zum 28. Juni 1969 im Stonewall Inn in New York City erstmals Schwule gegen die herabwürdigende und beleidigende Behandlung durch Polizisten. Dieses Ereignis und die darauffolgenden Demonstrationen gingen als „Stonewall“ in die Geschichte ein und initiierten die zweite Phase der Lesben- und Schwulenbewegung. In den 1970er Jahren gründeten Verwandte und Freunde von Homosexuellen in den USA eine Bewegung namens „Straight Ally“ (übersetzt in die deutsche Sprache als „heterosexuelle Verbündete“), die sich als heterosexuell und cisgender erkennen, aber den Kampf gegen die Homophobie unterstützen.
Das Europäische Parlament hat am 18. Januar 2006 eine Entschließung zu Homophobie in Europa verabschiedet. Es „verurteilt schärfstens jede Diskriminierung auf der Grundlage der sexuellen Ausrichtung“.
Am 17. Mai wird jährlich der Internationale Tag gegen Homo-, Bi-, Inter- und Transphobie begangen.